# Assane Diouf
Pour les articles homonymes, voir Diouf.
Assane Diouf, né le 2 juin 1912 à Conakry et mort le 24 septembre 1963 à Dakar, est un boxeur français et sénégalais d'origine guinéenne. Il est plusieurs fois champion de France des poids moyens et des poids mi-lourds.

## Biographie

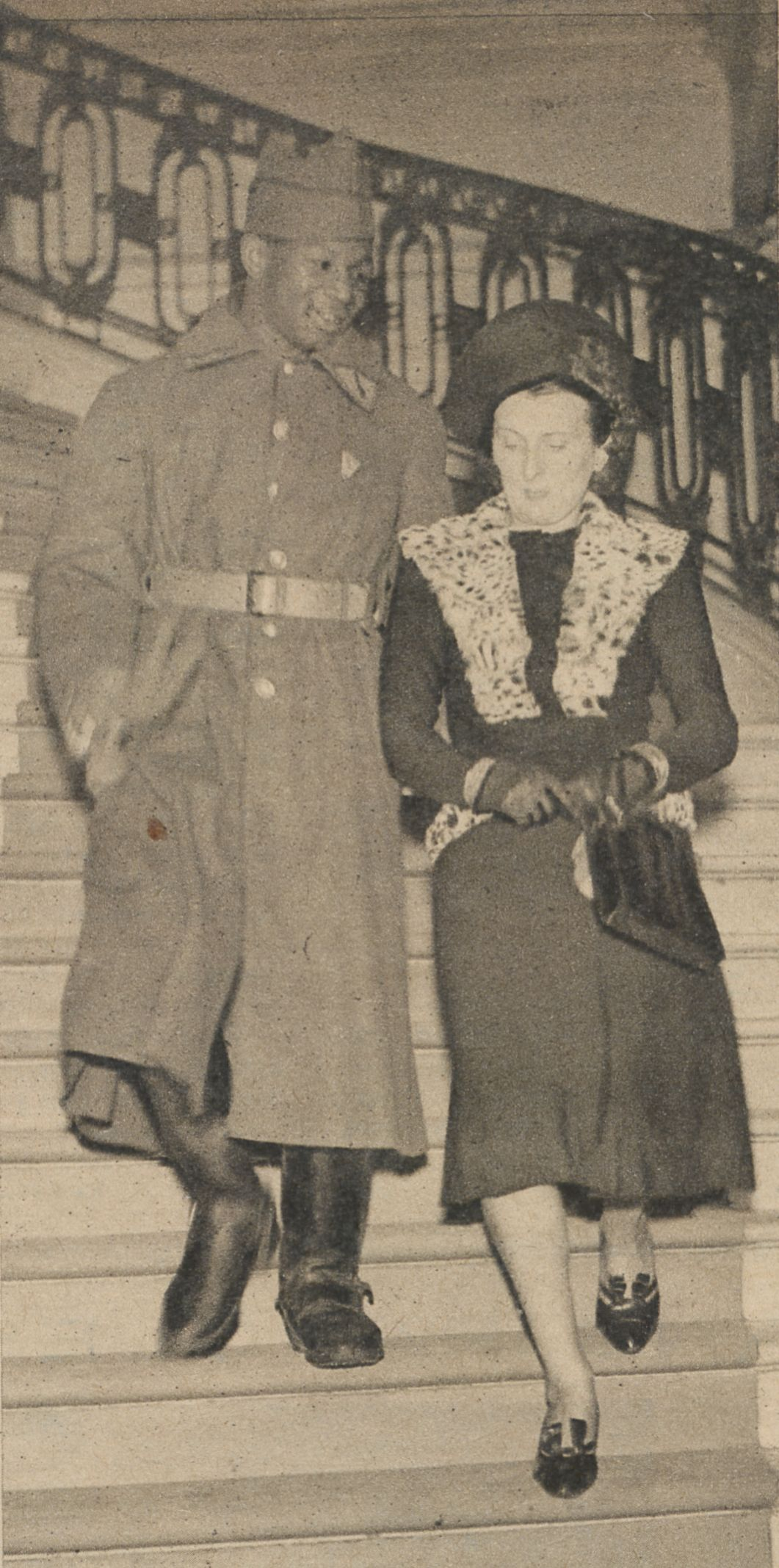
Diouf, mobilisé dans l'artillerie, avec sa femme en janvier 1940.

Il part en 1928 pour Paris, voyageant comme aide-cuisinier dans un cargo. Il débute au ring de Pantin puis est engagé par Jean Bretonnel qui accepte de l'entraîner.
Il devient pour la première fois champion de France des poids-moyens en 1939. Fait prisonnier pendant la bataille de France, il est libéré en décembre 1940 et reprend les matchs à Paris. Il continue les matchs pendant l'occupation. La presse n'hésite pas à le mettre en avant, bien que souvent de manière teintée de paternalisme colonial. Diouf joue dans le film Coup de tête, tourné en 1943 avec d'autres boxeurs et devient patron d'un bar à Asnières le 23 mai 1944.
Il affronte Marcel Cerdan (défaite le 30 novembre 1945, K.O. au troisième round) avant de devenir son sparring-partner.
Il arrête la compétition en 1947, disputant son dernier combat le 25 septembre 1947 face à Cyrille Delannoit. Diouf devient formateur et a notamment comme élèves Idrissa Dione (de) et Michel Diouf. Assane a également été l'entraîneur de l’équipe du Sénégal de boxe en vue des Jeux de l’Amitié 1963.
Il meurt à l'hôpital principal de Dakar lors d'une opération chirurgicale.

## Hommages
Assane Diouf se fait remarquer pour son style élégant et ses déplacements rapides,.
Jusqu'en 2008, il y avait un stade Assane-Diouf à Dakar.